# モンタヴァル
モンタヴァル（Montaval）はフランス産の競走馬・種牡馬。

## 来歴
1953年にフランスで生まれる。現役時には1957年にキングジョージ6世&クイーンエリザベスステークスで優勝し、ほかに1956年のエプソムダービーでは2着に入っている。1961年に日本へ輸出され種牡馬として供用された。1965年に死亡したが、同年の3歳（旧表記）リーディングサイアーで1位となった。
種牡馬としては短期間の供用に終わったが、八大競走優勝馬2頭を輩出した。また、テスコガビー（母の父）・アイネスフウジン（二代母の父）・メジロドーベル（三代母の父）といったGI（級）競走優勝馬の母系にその名を残している。

## 主な産駒
- ナスノコトブキ（1963年産・NHK杯、菊花賞、朝日チャレンジカップ）
  - 1966年度最優秀4歳牡馬
- ニホンピローエース（1963年産・阪神3歳ステークス、皐月賞、阪急杯）
  - 1965年度最優秀3歳牡馬
- メジロボサツ（1963年産・朝日杯3歳ステークス、4歳牝馬特別、函館記念）
  - 1965年度最優秀3歳牝馬
- モンタサン（1964年産・朝日杯3歳ステークス、セントライト記念、京王杯スプリングハンデキャップ）
  - 1966年度最優秀3歳牡馬
- スズガーベラ（1965年産・優駿牝馬2着）

## エピソード
- 詩人で競馬評論家でもあった寺山修司は、モンタヴァルとその産駒の不運な境遇に注目して『モンタヴァル一家の血の呪いについて』というエッセイを残している。彼の晩年に出版された『競馬放浪紀』のあとがきで「私の忘れがたかった馬ベストテン」として10頭の名を挙げているが、そのうち2頭はモンタヴァル産駒（メジロボサツ・モンタサン）であった。
- 司会者のみのもんたの芸名は、みのがファンだったモンタヴァル産駒のモンタサンから取った[1]。司会者の大橋巨泉もモンタサンの大ファンだった。
- 気性が悪い産駒が多く、競馬ゲーム『ダービースタリオン』でのモンタヴァルのサイアーエフェクト（インブリードで強調される能力）はやはり気性難である（ちなみに半弟のムーティエも同様に気性難のサイアーエフェクトを持つ設定となっている）。

## 血統表
| モンタヴァルの血統（ブランドフォード系 / Blandford3×5=15.62%） | モンタヴァルの血統（ブランドフォード系 / Blandford3×5=15.62%） | モンタヴァルの血統（ブランドフォード系 / Blandford3×5=15.62%） | （血統表の出典） | （血統表の出典） |
| 父 Norseman 1940 栗毛                                          | 父の父Umidwar 1931 鹿毛                                        | Blandford                                                      | Swynford         | Swynford         |
| 父 Norseman 1940 栗毛                                          | 父の父Umidwar 1931 鹿毛                                        | Blandford                                                      | Blanche          |                  |
| 父 Norseman 1940 栗毛                                          | 父の父Umidwar 1931 鹿毛                                        | Uganda                                                         | Bridaine         | Bridaine         |
| 父 Norseman 1940 栗毛                                          | 父の父Umidwar 1931 鹿毛                                        | Uganda                                                         | Hush             |                  |
| 父 Norseman 1940 栗毛                                          | 父の母Tara 1932 栗毛                                           | Teddy                                                          | Ajax I           | Ajax I           |
| 父 Norseman 1940 栗毛                                          | 父の母Tara 1932 栗毛                                           | Teddy                                                          | Rondeau          |                  |
| 父 Norseman 1940 栗毛                                          | 父の母Tara 1932 栗毛                                           | Jean Gow                                                       | Neil Gow         | Neil Gow         |
| 父 Norseman 1940 栗毛                                          | 父の母Tara 1932 栗毛                                           | Jean Gow                                                       | Jane Shire       |                  |
| 母 Ballynash 1946 鹿毛                                         | 母の父Nasrullah 1940 鹿毛                                      | Nearco                                                         | Pharos           | Pharos           |
| 母 Ballynash 1946 鹿毛                                         | 母の父Nasrullah 1940 鹿毛                                      | Nearco                                                         | Nogara           |                  |
| 母 Ballynash 1946 鹿毛                                         | 母の父Nasrullah 1940 鹿毛                                      | Mumtaz Begum                                                   | Blenheim II      | Blenheim II      |
| 母 Ballynash 1946 鹿毛                                         | 母の父Nasrullah 1940 鹿毛                                      | Mumtaz Begum                                                   | Mumtaz Mahal     |                  |
| 母 Ballynash 1946 鹿毛                                         | 母の母Ballywellbroke 1933 黒鹿毛                               | Ballyferis                                                     | Apron            | Apron            |
| 母 Ballynash 1946 鹿毛                                         | 母の母Ballywellbroke 1933 黒鹿毛                               | Ballyferis                                                     | Gilford          |                  |
| 母 Ballynash 1946 鹿毛                                         | 母の母Ballywellbroke 1933 黒鹿毛                               | The Beggar                                                     | Le Souvenir      | Le Souvenir      |
| 母 Ballynash 1946 鹿毛                                         | 母の母Ballywellbroke 1933 黒鹿毛                               | The Beggar                                                     | Avonbeg F-No.9   |                  |

フランス産でのちに日本で供用された種牡馬のムーティエは半弟、パントレセレブルの五代母であるPetite Saguenay（プティットサグネー）は半妹にあたる。